# Солоність морської води
Солоність морської води — сумарний вміст усіх мінеральних розчинених речовин в 1 кг морської води за умови, що всі тверді речовини висушені до постійної маси при 480 °С, органічні речовини повністю спалені, всі вуглекислі солі переведені в оксиди, а броміди та йодиди замінені еквівалентною масою хлориду; зазвичай виражається в проміле (тисячна частка) — ‰.
Середня солоність Світового океану 35 ‰ (г/кг), але від району до району вона змінюється: від 8 ‰ в Балтійському морі — до 40,0-41,5 ‰ у тропічних морях з інтенсивним випаровуванням (Червоне море, Перська затока). Для калібрування приладів у Біскайській затоці здобувається так звана нормальна вода з солоністю до 35 ‰. Незалежно від величини солоності в різних частинах Світового океану співвідношення між іонами в морській воді залишається стабільним (закон Дітмара).
Загальний молярний склад морської води (моль/кг): Na+ — 0,546; Cl- — 0,469; Mg2+ — 0,0528; SO42- — 0,0283; Ca2+ — 0,0103; K+ — 0,0102; C — 0,00206; Br- — 0,000844; B — 0,000416; Sr2+ — 0,000091; F- — 0,000068.
Солоність на 99,99% за масою формується такими іонами: Na+ — 10,7 ‰; K+ — 0,39 ‰; Ca2+ — 0,42 ‰; Mg2+ — 1,30 ‰; SO42− — 2,70 ‰; Cl− — 19,35 ‰; Br− — 0,06 ‰; CO32− — 0,07 ‰; B — 0,03‰; Sr2+ — 0,01‰; F- — 0,001‰. При цьому, 85 % солей у морській воді становить NaCl.